# 부빈객
부빈객(副賓客)은 세자시강원(世子侍講院)에 속한 종2품직으로, 좌부빈객(左副賓客)과 우부빈객(右副賓客)으로 나뉜다. 정원은 좌우 각 1명이다. 조선 태조 1395년 5월 11일에 처음 설치되었다. 고위직의 겸임직으로만 지낼 수 있었다.

## 《조선왕조실록》에 의거한 부빈객 역임자 목록
아래의 표에서, 연도는 인물이 확실히 부빈객을 지냈다고 확인되는 연도이다.
| 연도   | 좌부빈객                                                                   | 우부빈객                                                       |
| ------ | -------------------------------------------------------------------------- | -------------------------------------------------------------- |
| 1395년 | 한상경(韓尙敬)                                                             | 유경(劉敬)                                                     |
| 1405년 |                                                                            | 유창(劉敞)                                                     |
| 1406년 | 유관(柳觀)                                                                 | 조용(趙庸)                                                     |
| 1408년 |                                                                            | 맹사성(孟思誠)                                                 |
| 1409년 | 한상경                                                                     | 이내(李來)                                                     |
| 1412년 |                                                                            | 변계량(卞季良)                                                 |
| 1418년 | 이지강(李之剛)                                                             | 권우(權遇)                                                     |
| 1428년 | 윤회(尹淮)                                                                 | 신장(申檣)                                                     |
| 1450년 | 허후(許詡)                                                                 | 이선제(李先齊)                                                 |
| 1455년 | 하위지(河緯地)                                                             | 최항(崔恒)                                                     |
| 1462년 |                                                                            | 한계희(韓繼禧)                                                 |
| 1483년 | 김승경(金升卿)                                                             | 성준(成俊)                                                     |
| 1486년 | 서거정(徐居正)                                                             |                                                                |
| 1488년 | 노공필(盧公弼)                                                             |                                                                |
| 1490년 |                                                                            | 송영(宋瑛)                                                     |
| 1491년 | 성건(成健)                                                                 | 윤효손(尹孝孫)                                                 |
| 1493년 | 송영                                                                       |                                                                |
| 1502년 |                                                                            | 김응기(金應箕)                                                 |
| 1504년 | 안윤덕(安潤德), 장순손(張順孫)                                             | 양희지(楊稀枝), 이자건(李自健), 홍자아(洪自阿)                 |
| 1520년 | 김근사(金謹思)                                                             |                                                                |
| 1542년 | 이언적(李彦迪)                                                             | 신광한(申光漢)                                                 |
| 1544년 |                                                                            | 정순붕(鄭順朋)                                                 |
| 1557년 | 조언수(趙彦秀), 이양(李樑)                                                 | 원계검(元繼儉)                                                 |
| 1592년 | 심충겸(沈充謙)                                                             |                                                                |
| 1593년 | 김우옹(金宇顒)                                                             | 이항복(李恒福), 김우옹                                         |
| 1597년 | 이항복                                                                     | 강신(姜紳), 노직(盧稷)                                         |
| 1598년 | 심희수(沈希壽)                                                             |                                                                |
| 1600년 | 신잡(申磼)                                                                 |                                                                |
| 1601년 |                                                                            | 오억령(吳億齡)                                                 |
| 1602년 |                                                                            | 기자헌(奇自獻)                                                 |
| 1607년 |                                                                            | 박승종(朴承宗)                                                 |
| 1608년 | 박승종, 정협(鄭協)                                                         | 유희분(柳希奮)                                                 |
| 1612년 | 이상의(李尙毅)                                                             | 이이첨(李爾瞻)                                                 |
| 1618년 | 이충(李沖)                                                                 |                                                                |
| 1625년 | 정엽(鄭曄)                                                                 | 정경세(鄭經世)                                                 |
| 1626년 |                                                                            | 김상헌(金尙憲)                                                 |
| 1627년 | 김상헌                                                                     | 이귀(李貴)                                                     |
| 1631년 | 장유(張維)                                                                 | 김상헌                                                         |
| 1637년 | 박황(朴潢)                                                                 | 박로(朴魯)                                                     |
| 1639년 | 신계영(辛啓榮)                                                             |                                                                |
| 1640년 | 오준(吳竣)                                                                 | 이행원(李行遠)                                                 |
| 1641년 | 윤지(尹墀)                                                                 | 윤지, 최혜길(崔惠吉)                                           |
| 1642년 | 김남중(金南重)                                                             | 여이징(呂爾徵), 김남중, 이소한(李昭漢)                         |
| 1643년 | 이식(李植)                                                                 | 김육(金堉)                                                     |
| 1644년 | 김광욱(金光煜), 임광(任絖), 이목(李楘)                                     | 신계영, 김광욱, 한흥일(韓興一)                                 |
| 1645년 | 김시국(金蓍國)                                                             | 김세렴(金世濂)                                                 |
| 1651년 |                                                                            | 조석윤(趙錫胤)                                                 |
| 1653년 | 조석윤                                                                     |                                                                |
| 1654년 | 채유후(蔡裕後)                                                             | 이시해(李時楷)                                                 |
| 1666년 | 박장원(朴長遠) / 조복양(趙復陽)                                            | 이정기(李廷夔)                                                 |
| 1667년 | 윤문거(尹文擧)                                                             | 윤문거                                                         |
| 1668년 | 민정중(閔鼎重)                                                             |                                                                |
| 1669년 | 윤문거                                                                     | 민정중, 윤문거                                                 |
| 1670년 | 이경억(李慶億), 민정중                                                     | 이정기, 민정중, 김수항(金壽恒)                                 |
| 1671년 |                                                                            | 이경억                                                         |
| 1672년 | 장선징(張善瀓)                                                             | 민유중(閔維重), 홍처량(洪處亮)                                 |
| 1690년 | 민종도(閔宗道)                                                             | 이담명(李聃命)                                                 |
| 1697년 |                                                                            | 최규서(崔奎瑞)                                                 |
| 1698년 |                                                                            | 오도일(吳道一)                                                 |
| 1726년 | 이재(李縡), 홍석보(洪錫輔), 황귀하(黃龜河)                                 |                                                                |
| 1727년 |                                                                            | 황귀하                                                         |
| 1728년 | 송인명(宋寅明)                                                             |                                                                |
| 1736년 | 조현명(趙顯命)                                                             | 조현명                                                         |
| 1737년 | 이덕수(李德壽)                                                             | 김유경(金有慶)                                                 |
| 1741년 | 조관빈(趙觀彬)                                                             | 이종성(李宗城), 이기진(李箕鎭)                                 |
| 1742년 | 서종옥(徐宗玉)                                                             | 조상경(趙尙絅)                                                 |
| 1743년 | 이재                                                                       |                                                                |
| 1745년 |                                                                            | 원경하(元景夏)                                                 |
| 1746년 |                                                                            | 서종급(徐宗伋)                                                 |
| 1747년 |                                                                            | 홍상한(洪象漢), 신만(申晩)                                     |
| 1748년 | 서명빈(徐命彬)                                                             |                                                                |
| 1749년 |                                                                            | 이천보(李天輔)                                                 |
| 1750년 |                                                                            | 윤급(尹汲)                                                     |
| 1751년 | 김진상(金鎭商)                                                             |                                                                |
| 1752년 | 홍봉한(洪鳳漢), 윤급, 조명리(趙明履)                                       | 홍봉한                                                         |
| 1753년 | 김상성(金尙星)                                                             | 김상성, 신만                                                   |
| 1755년 |                                                                            | 이익정(李益炡), 조영국(趙榮國)                                 |
| 1756년 | 정휘량(鄭翬良), 남유용(南有容), 이성중(李成中), 이태중(李台重)             | 권혁(權爀)                                                     |
| 1757년 | 권혁                                                                       | 남유용                                                         |
| 1762년 | 황인검(黃仁儉)                                                             | 정실(鄭宲)                                                     |
| 1767년 | 남태제(南泰齊)                                                             | 홍낙성(洪樂性)                                                 |
| 1768년 | 정실                                                                       |                                                                |
| 1769년 |                                                                            | 조명정(趙明鼎)                                                 |
| 1773년 |                                                                            | 이담(李潭)                                                     |
| 1784년 | 오재순(吳載純)                                                             | 정민시(鄭民始), 정지검(鄭志儉)                                 |
| 1785년 | 정민시, 김이소(金履素)                                                     |                                                                |
| 1786년 |                                                                            | 김종수(金鍾秀), 유언호(兪彦鎬)                                 |
| 1800년 | 서용보(徐龍輔)                                                             | 이만수(李晩秀)                                                 |
| 1812년 | 박종경(朴宗慶), 박종래(朴宗來), 김희순(金羲淳)                             | 홍석주(洪奭周)                                                 |
| 1813년 | 서영보(徐榮輔)                                                             | 박종경                                                         |
| 1814년 | 박종래                                                                     | 남공철(南公轍)                                                 |
| 1815년 | 남공철, 박종경, 이상황(李相璜)                                             | 김희순, 김이교(金履喬)                                         |
| 1817년 | 김희순, 박종경, 박윤수(朴崙壽)                                             |                                                                |
| 1818년 | 이존수(李存秀)                                                             |                                                                |
| 1819년 | 김노경(金魯敬), 이존수                                                     | 김노경                                                         |
| 1820년 | 김유근(金逌根), 이존수, 이노익(李魯益)                                     | 조득영(趙得永), 박종훈(朴宗薰), 이상황, 김노경                 |
| 1821년 | 김노경                                                                     | 홍희신(洪羲臣), 홍석주(洪奭周), 이조원(李肇源), 정상우(鄭尙愚) |
| 1822년 | 이상황, 박윤수, 이존수                                                     | 홍희신, 이조원, 김노경                                         |
| 1823년 | 박윤수, 이상황, 이서구(李書九), 김이양(金履陽), 김이교                     | 김이교, 이상황, 조득영, 김노경                                 |
| 1824년 | 김상휴(金相休)                                                             | 이조원                                                         |
| 1825년 | 홍희신, 김상휴, 홍석주                                                     | 김노경                                                         |
| 1826년 | 홍석주, 정상우, 김노경, 이학수(李鶴秀)                                     | 이조원, 박종훈, 이용수(李龍秀), 조종영(趙鐘永)                 |
| 1827년 | 이존수, 김이재(金履載), 이석규(李錫奎), 김로(金鏴)                         | 김노경, 조만영(趙萬永), 김유근(金逌根), 조종영, 김재창(金在昌) |
| 1828년 | 김이교, 홍희준(洪羲俊), 조종영, 정원용(鄭元容)                             | 조종영, 이면승(李勉昇)                                         |
| 1829년 | 김재창, 서준보(徐俊輔)                                                     | 홍희준, 이석규, 홍석주                                         |
| 1830년 | 김이교                                                                     | 조만영, 이광문(李光文), 정기선(鄭基善)                         |
| 1831년 | 정원용, 서능보(徐能輔)                                                     | 김이재, 박기수(朴綺壽), 홍희준, 박종훈                         |
| 1832년 | 조인영(趙寅永), 서유구(徐有榘)                                             | 정기선, 김이재                                                 |
| 1833년 | 홍석주, 정원용, 서능보                                                     | 이광문, 서준보                                                 |
| 1875년 | 민치상(閔致庠), 홍우길(洪祐吉), 정기세(鄭基世), 민규호(閔奎鎬), 이우(李㘾) | 윤자덕(尹慈悳), 민치상, 김보현(金輔鉉)                         |
| 1876년 | 조석우(曺錫雨), 김병시(金炳始), 김병주(金炳㴤)                             | 조영하(趙寧夏)                                                 |
| 1877년 | 조성하(趙成夏), 김병시                                                     | 민겸호(閔謙鎬)                                                 |
| 1878년 | 이호준(李鎬俊), 윤자덕                                                     | 조영하                                                         |
| 1879년 | 조영하                                                                     | 이재면(李載冕)                                                 |
| 1880년 | 민태호(閔台鎬)                                                             | 민태호, 정범조(鄭範朝)                                         |
| 1882년 | 김병시, 민영목(閔泳穆), 민영위(閔泳緯)                                     | 김상현(金尙鉉)                                                 |
| 1883년 | 민영목                                                                     | 정범조, 윤자승(尹滋承)                                         |
| 1884년 | 김영수(金永壽), 이호준, 김상현                                             |                                                                |
| 1886년 | 이재완(李載完), 김영수                                                     | 민응식(閔應植)                                                 |
| 1888년 |                                                                            | 민영환(閔泳煥), 한장석(韓章錫)                                 |
| 1889년 | 민영환, 민영상(閔泳商)                                                     |                                                                |
| 1890년 | 심이택(沈履澤)                                                             | 민영환                                                         |
| 1891년 | 민응식, 정기회(鄭基會)                                                     | 민영준(閔泳駿)                                                 |
| 1893년 |                                                                            | 민영소(閔泳韶)                                                 |
| 1894년 | 이승오(李承五)                                                             | 한장석, 윤용선(尹容善), 민영환                                 |

## 같이 보기
- 세자시강원
- 빈객